# Alexander Wassiljewitsch Fomin

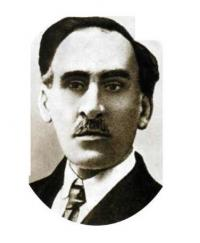
Porträt Fomins

Alexander Wassiljewitsch Fomin (russisch Александр Васильевич Фомин; ukrainisch Олександр Васильович Фомін; * 2. Maijul. / 14. Mai 1867greg. in Jermolowzy, Gouvernement Saratow, Russisches Kaiserreich; † 16. Oktober 1935 in Kiew, Ukrainische SSR) war ein russisch-sowjetischer Botaniker, Zoologe und Mikrobiologe, spezialisiert auf die Untersuchung der Flora des Kaukasus, insbesondere der Farne. Er leitete den ersten Botanischen Garten in Kiew, der 1936 ihm zu Ehren den Namen Botanischer Garten Kiew „A. W. Fomin“ erhielt. Sein offizielles botanisches Autorenkürzel lautet „Fomin“.
Seine Frau war die Tochter von Gustav Radde, Olga Gustawowna Radde (1873–1963), eine Enkelin von Johann Friedrich von Brandt.

## Biografie
Im Jahr 1893 schloss er sein Studium an der Moskauer Universität ab. Ab 1896 arbeitete Fomin als wissenschaftlicher Assistent an der Jurjew-Universität Tartu. In den Jahren 1888–1890 unternahm er, zusammen mit Nikolai Iwanowitsch Kusnezow und Nikolai Adolfowitsch Busch, im Auftrag der Kaiserlich-Russischen Geographischen Gesellschaft mehrere pflanzengeographische Expeditionen in den Kaukasus (Routen siehe Expeditionskarte).
1902 bekam Fomin eine Anstellung als Botaniker in Tiflis, wo er die Anlage des Botanischen Gartens wesentlich mitbestimmte. Die Leitung der damaligen Wladimir-Universität Kiew (seit 1936 Nationale Taras-Schewtschenko-Universität Kiew) berief ihn 1914 nach Kiew. Im gleichen Jahr übertrug man ihm auch die Leitung des bereits Ende des 19. Jahrhunderts eröffneten Botanischen Gartens ebenda. Bis 1927 war er Professor an der Kiewer Universität, dann trat er in den Ruhestand. Nach seinem Tod würdigte die Universitätsleitung die Verdienste Fomins um die Entwicklung der Botanik und um den der Universität angeschlossenen Botanischen Garten, indem dieser Garten seinen Namen erhielt.
Seit 1921 war Fomin Mitglied der Ukrainischen Akademie der Wissenschaften.

## Wirken

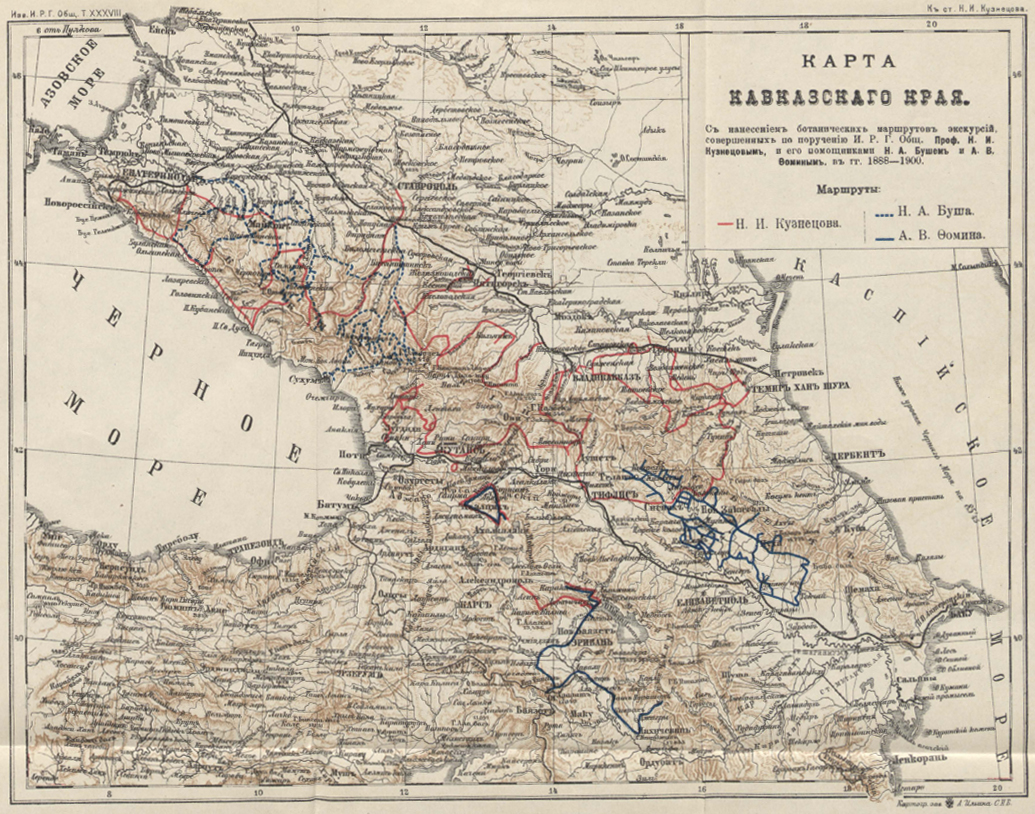
Kaukasische Expedition Kusnezow (rote Linie), Busch (blau gestrichelte Linie), Fomin (blaue Linie). Im Zusammenhang mit dem Studium der Farne im Kaukasus, in der Ukraine, Sibirien, Fernost und der Sowjetunion im Allgemeinen veröffentlichte Fomin zusammen mit den übrigen Expeditionsmitgliedern zahlreiche Fachartikel. Viele Pflanzen wurden von ihnen neu entdeckt und wissenschaftlich kategorisiert, sie erhielten neben den botanischen Spezies den Namen ihres Entdeckers; besonders zu nennen ist hier die „Fomin-Pestwurz“.

Fomin gilt als Gründer oder Ideengeber der Forschungseinrichtungen Botanischer Garten in Tiflis und Herbarium KW in Kiew.
Im Jahr 2009 begannen das Institut für Botanik und das Institut Herbarium erstmals eine nach Alexander Fomin benannte Zeitschrift herauszugeben: «Fominia».

## Veröffentlichungen
- Fomin: Заметки и наблюдения относительно некоторых растений Кавказа (deutsch: „Notizen und Beobachtungen an einigen Pflanzen des Kaukasus.“). Proceedings of the Tiflis Botanischer Garten. Hrsg.: Druck KP Kozlowski. VI, 3. Auflage. Tiflis 1904, S. 33 ff. (ukrainisch, archive.org [PDF; 31,9 MB; abgerufen am 14. September 2012]).